# Diclavaspis ehretiae
Diclavaspis ehretiae är en insektsart som först beskrevs av Charles Kimberlin Brain 1918.  Diclavaspis ehretiae ingår i släktet Diclavaspis och familjen pansarsköldlöss. Inga underarter finns listade i Catalogue of Life.